# Rhyacophila meyeri
Rhyacophila meyeri là một loài Trichoptera trong họ Rhyacophilidae. Chúng phân bố ở miền Cổ bắc.